# Типоразмер Z

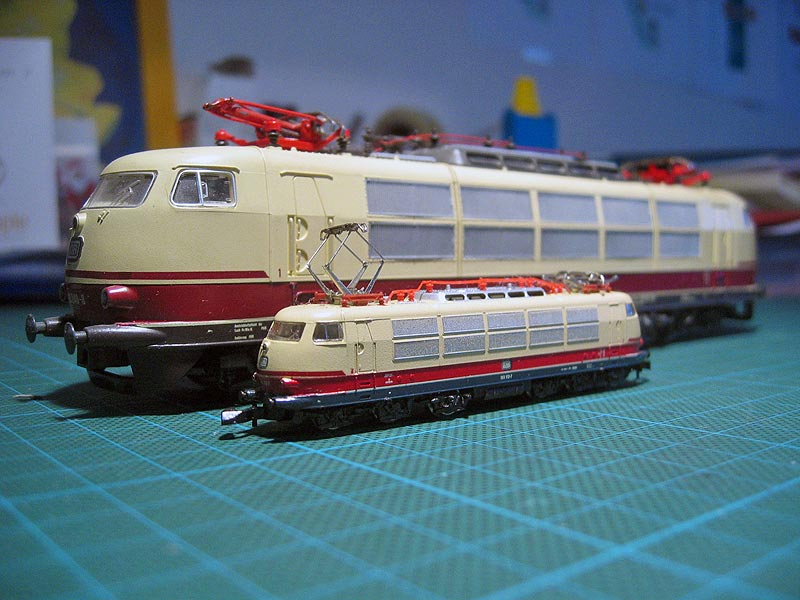
Модели электровоза BR 103 в типоразмере H0 (сзади) и Z (спереди)

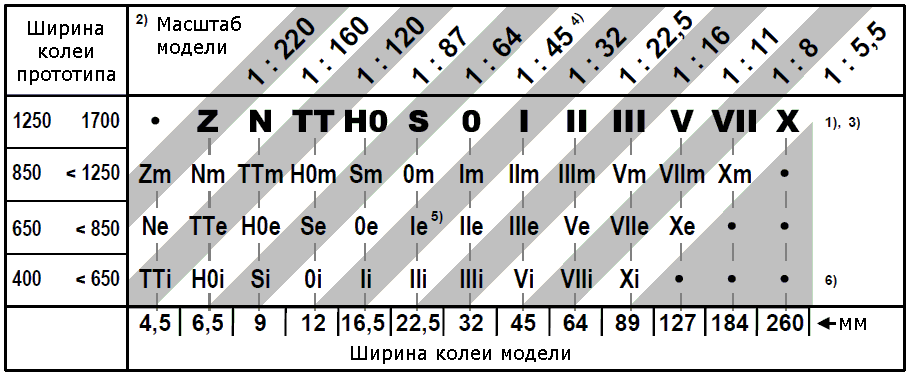
Таблица соответствия масштабов, значений ширины колеи и типоразмеров по стандарту NEM 010

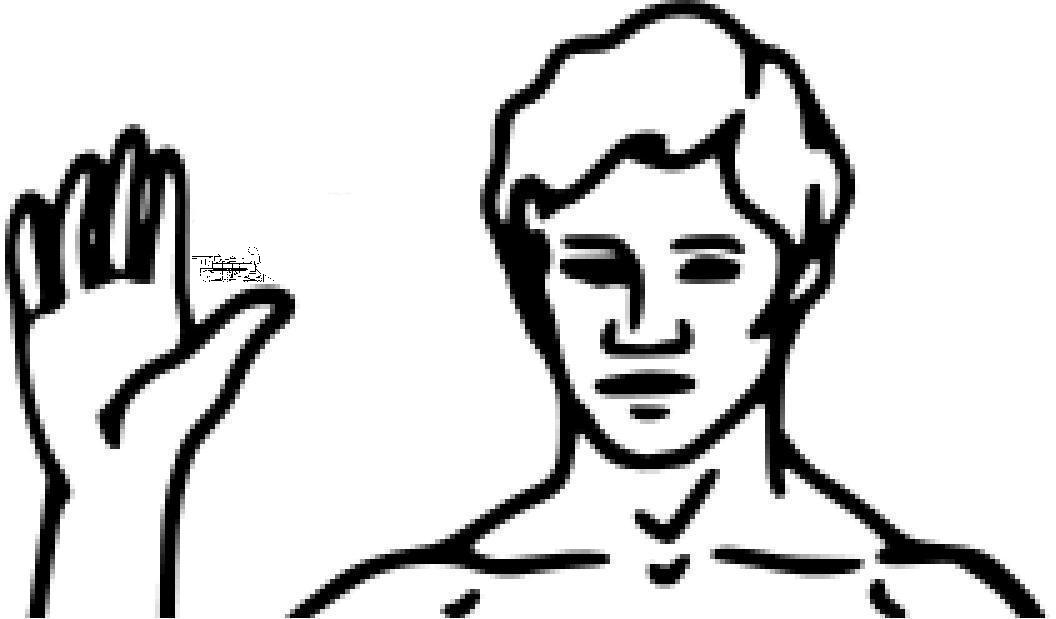
Размеры моделей типоразмера Z относительно размеров человека

Z - типоразмер железнодорожных моделей в масштабе 1:220. Ширина колеи для этого типоразмера равна 6,5 мм. Постепенно набирает популярность благодаря компактным размерам моделей. 

## Ширина колеи
В отличие от более крупных типоразмеров, типоразмер Z имеет только одну разновидность узкой колеи: Zm.
| Название | Колея, мм | Ширина колеи прототипа, мм |
| -------- | --------- | -------------------------- |
| Z        | 6,5       | 1250 — 1700                |
| Zm       | 4,5       | 850 — 1250                 |

## История
Типоразмер Z впервые был представлен компанией Märklin в 1972 году на Нюрнбергской Международной выставке игрушек. Новый типоразмер был создан Хельмутом Киллианом, главным инженером Märklin. Буква Z была выбрана для обозначения типоразмера, так как она находится на последнем месте в латинском и немецком алфавитах. Это символизировало, что меньшего серийного типоразмера больше никогда не будет. Хотя с тех пор предпринимались неоднократные попытки ввести на рынок ещё меньшие типоразмеры, они оставались нишевыми товарами без широкого распространения. Более-менее популярным оставался только типоразмер T (1:450; колея 3 мм), разработанный в Японии.
Первоначально использовалось напряжение 8 В постоянного тока. В начале XXI века оно было увеличено до 10 В. Напряжение для аксессуаров всегда составляло 10 В переменного тока.
В 1978 году локомотив Märklin в типоразмере Z, тянущий шесть вагонов, был занесён в Книгу рекордов Гиннесса, проехав без остановки 720 км за 1.219 часов.
Поначалу типоразмер Z был преимущественно европейским, но с каждым годом растёт количество производителей и коллекционеров из других частей мира. В настоящее время помимо европейских есть производители в Северной Америке, Японии и Китае. Энтузиасты регулярно участвуют в большинстве национальных и региональных выставок и представлений, где они демонстрируют лучшие эксплуатационные и конструктивные характеристики типоразмера. Первоначально цены на продукцию в типоразмере Z (особенно на локомотивы) были намного выше, чем в бо́льших типоразмерах. Однако с увеличением объёмов производства, внедрением автоматизированного проектирования и производства, а также увеличением числа конкурирующих производителей цены снизились до уровня, сопоставимого с ценами на высококачественные модели в других типоразмерах.
Ещё в 1988 году компания Märklin объявила о своём намерении предложить цифровые системы управления поездами в типоразмере Z. В каталоге товаров Märklin 1988 года позиционировались три локомотива в типоразмере Z со встроенным цифровым декодером. Однако технология не была достаточно хорошо разработана и производитель был вынужден отменить свои планы, в основном из-за проблем с отводом тепла в декодерах. Но со временем проблемы были решены, и на подвижном составе в типоразмере Z стала использоваться передовая электроника (например, микропроцессоры, первоначально разработанные для мобильных телефонов). Всё больше моделистов переоборудовали свои локомотивы.
Первые попытки использовать цифровую систему управления в типоразмере Z были основаны на стандартах NEM. Была разработана цифровая система Selectrix, предлагавшая самые маленькие декодеры на рынке с толщиной менее 2 мм. Немецкая компания Müt в начале 2000-х годов также представила на рынке первый цифровой центральный блок управления, разработанный специально для типоразмера Z. В последнее время использование популярного стандарта цифровой системы управления Digital Command Control (DCC) в типоразмере Z значительно расширилось, когда появились локомотивные декодеры с размерами, сопоставимыми с размерами декодеров Selectrix.
В настоящее время Z является одним из самых популярных типоразмеров. Помимо локомотивов, вагонов и другого подвижного состава также активно используются модели зданий и железнодорожных сигналов, а также фигуры людей и животных. С каждым годом увеличивается количество производителей, предлагающих высококачественные модели. Макеты в типоразмере Z не раз выигрывали местные, региональные и национальные конкурсы.

## Галерея

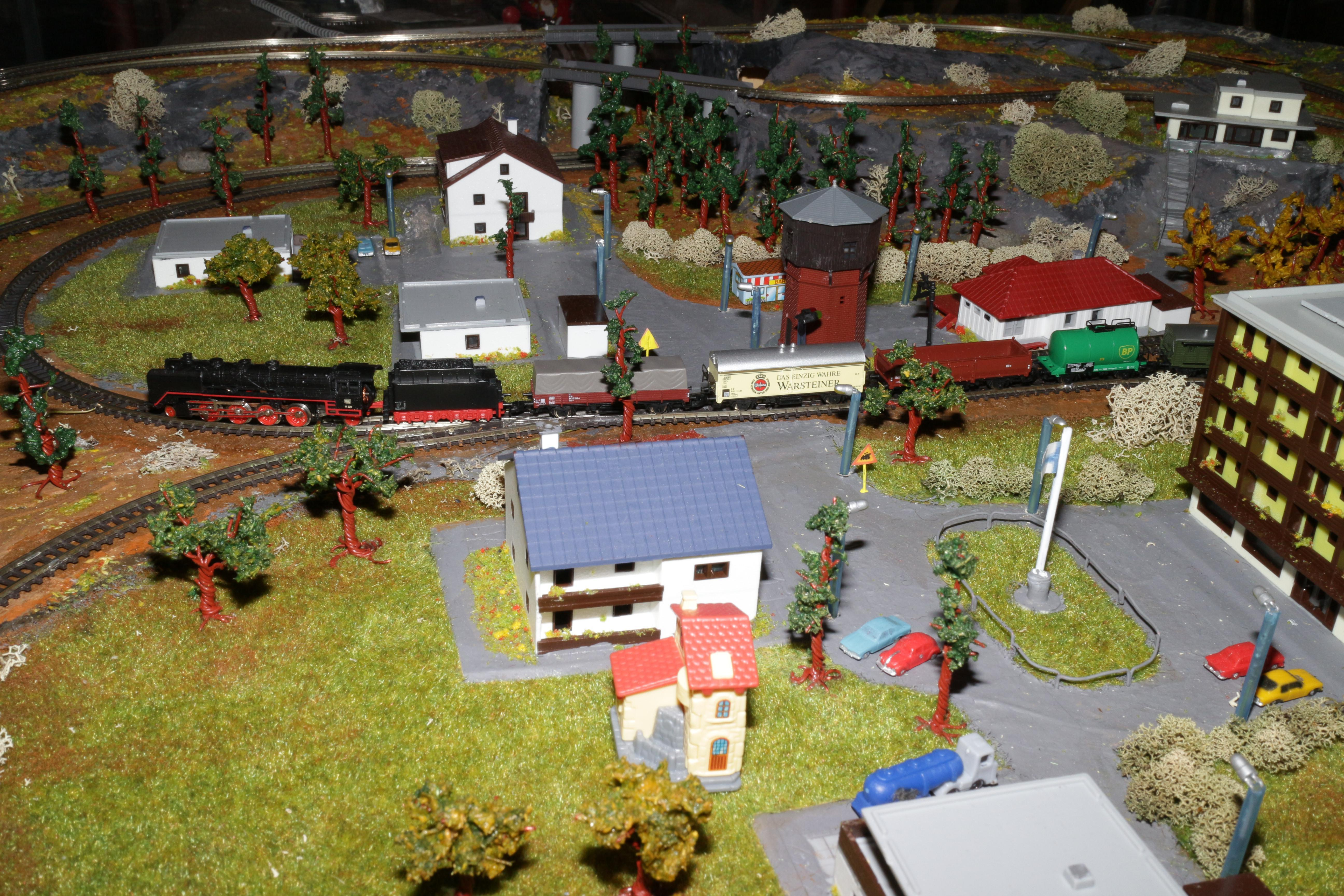
Макет в типоразмере Z
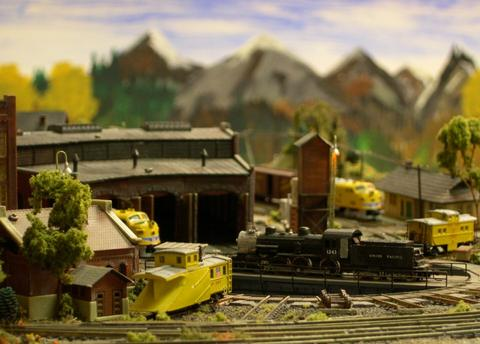
Макет в типоразмере Z
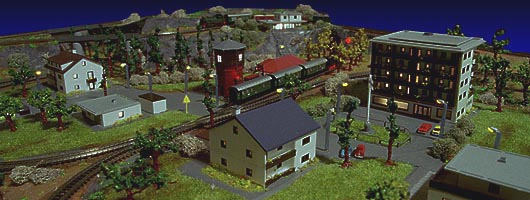
Макет в типоразмере Z
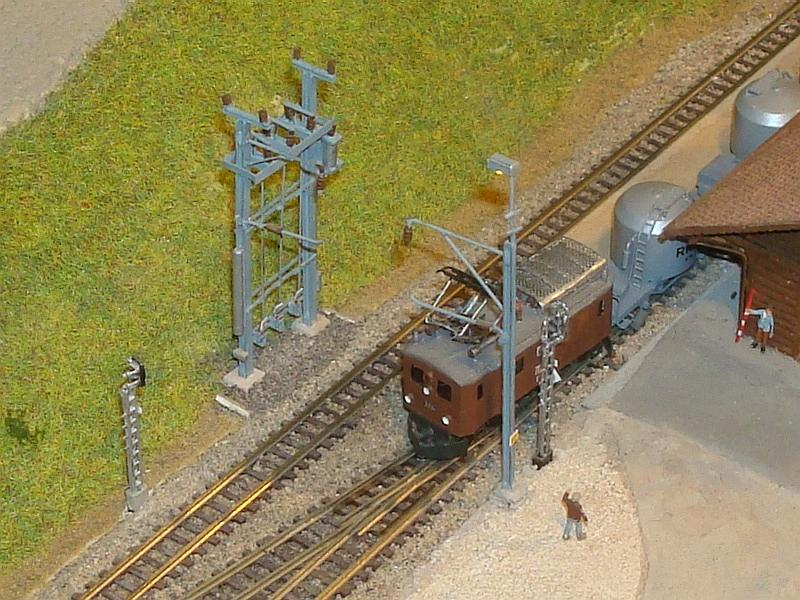
Макет в типоразмере Z; колея Zm
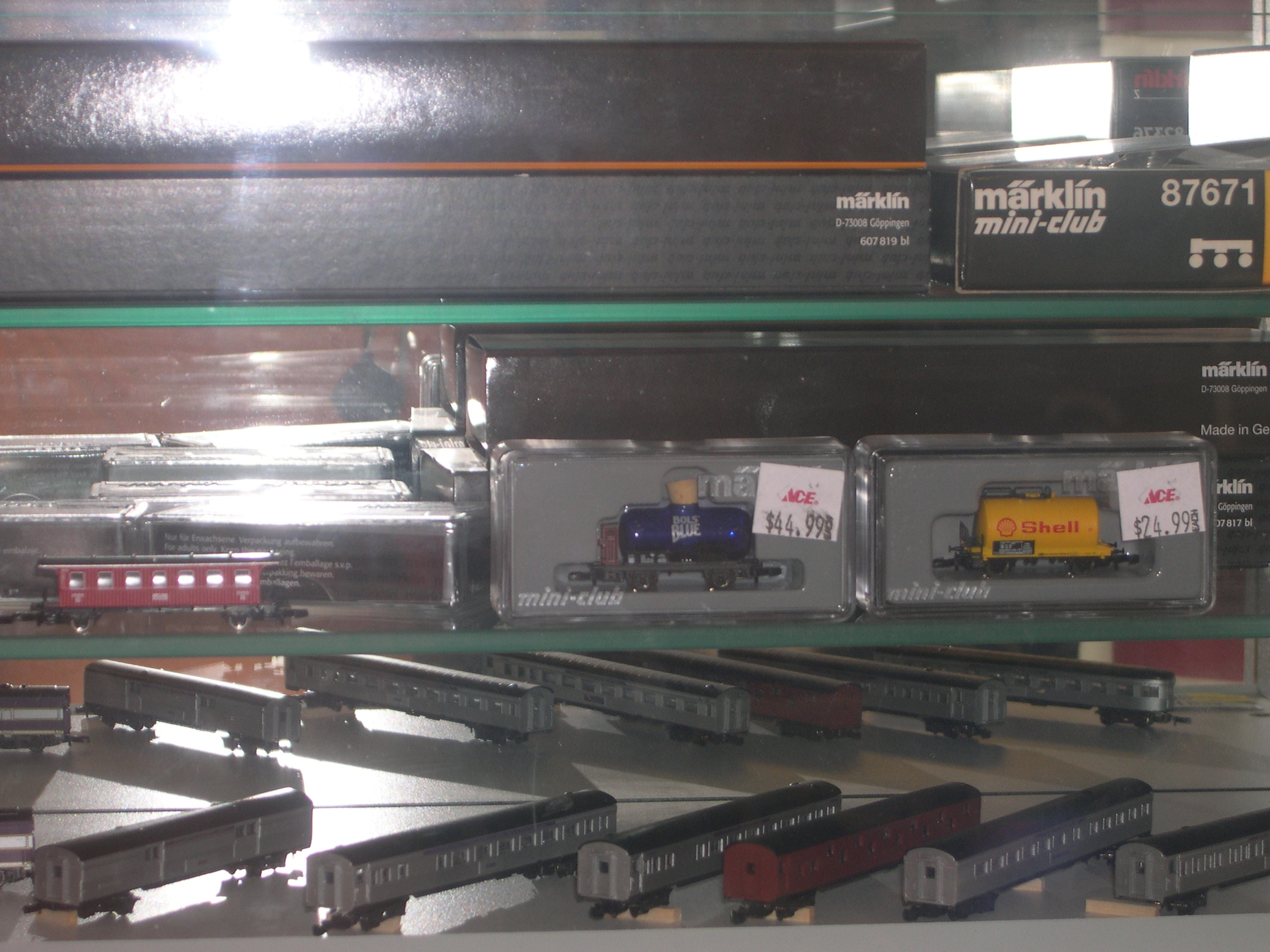
Модели Märklin в типоразмере Z